# مازانتی
مازانتی (انگلیسی: Mazzanti) شرکت خودروسازی ایتالیایی است، که در سال ۲۰۰۲ تأسیس شد.